# Llac Kachura Superior
El llac Kachura Superior és un cos d'aigua situat a la secció superior de la vall Kachura, aproximadament a 35 quilòmetres de la ciutat de Skardu. La vall forma part de la conca hidrogràfica del riu Indus a la serralada del Karakoram, a l'oest de l'Himàlaia.Políticament forma part del districte Skardu de Gilgit-Baltistan a la regió de Caixmir al nord de Pakistan.
L'altitud del llac és superior als 2500 metres sobre el nivell del mar, té una superfície aproximada de 500.000 metres quadrats i 70 metres de profunditat. Les seves aigües superficials són cristal·lines i de color blau a major profunditat. Durant l'estiu la temperatura és de 15 graus centígrads i a l'hivern la superfície es congela completament.
Se situa al marge esquerre del riu Indus, que flueix a una altura lleugerament inferior. La vegetació de l'àrea és típica dels boscos de coníferes subalpines de l'Himàlaia occidental i els pujols circumdants són erms i escabrosos.
El llac és accessible durant tot l'estiu per un camí rural que es desvia de la carretera Gilgit-Skardu, però s'ha de fer l'última part del trajecte caminant, ja que el llac es troba a una depressió. Durant aquesta estació els residents locals i els turistes neden a les seves aigües, la seva població de truita de riu el converteix en una destinació popular per pescar i té un excel·lent potencial per a la producció de truita en caixes flotants.